# Shadows over Camelot
Shadows over Camelot è un gioco da tavolo cooperativo creato da Serge Laget e Bruno Cathala e pubblicato dalla Days of Wonder nel 2005. Il gioco è stato distribuito in Germania con il nome Schatten über Camelot e in Francia con il nome Les Chevaliers de la Table Ronde; in Italia è invece ancora inedito.
Il gioco è ambientato all'epoca di Re Artù e vede i giocatori, nei panni dei cavalieri della tavola rotonda, impegnati in eroiche imprese al fine di difendere il regno di Camelot dalle forze oscure che lo minacciano. Per poter vincere i giocatori devono collaborare, ma talvolta tra loro si nasconde un traditore che ha il compito di impedire ai cavalieri di salvare il regno.
Nel 2008 è stata distribuita l'espansione Merlin's Company, anch'essa inedita in Italia.

## Il gioco

### Contenuto della scatola
Il gioco si compone di numerose componenti:
- il tabellone di Camelot e la Tavola Rotonda, con le Imprese attorno;
- 3 Imprese aggiuntive con due lati l'una (il Santo Graal, Excalibur e Lancillotto & il Drago);
- 16 spade della Tavola Rotonda;
- 168 carte, di cui: 
  - 84 Bianche;
  - 76 Nere;
  - 8 Lealtà;
- 7 stemmi araldici (uno per ciascun Cavaliere);
- 7 dadi normali d6 (uno per ciascun Cavaliere) e 1 dado d8 (per le Macchine d'Assedio);
- 30 Miniature:
  - 7 Cavalieri;
  - 3 Reliquie;
  - 4 guerrieri Sassoni;
  - 4 guerrieri Pitti;
  - 12 Macchine d'Assedio;
- un Libro delle Imprese e il regolamento.

### Merlin's Company
L'espansione, Merlin's Company, pubblicata nel 2008 sempre da Days of Wonder, comprende:
- 7 nuovi stemmi araldici (nuovi cavalieri);
- il personaggio di Merlino, che si muove in maniera praticamente autonoma (la sua destinazione è stabilita dalle Travel Cards) sul tabellone e aiuta i cavalieri contro il male coi suoi poteri;
- la miniatura di Sir Bedivere con rispettivo dado arancione e stemma araldico
- 63 nuove carte, tra cui: 16 Travel Cards (da pescare ogni volta che ci si sposta verso una quest), 14 carte nere (7 nuove speciali, 'Seven Witches', alleate di Morgana), 23 carte bianche (comprese 8 carte speciali).

In Merlin's Company, inoltre, il numero massimo di giocatori si sposta da sette a otto, con la possibilità (da sette giocatori in su) di avere due traditori contemporaneamente.

## Premi e riconoscimenti
- 2005: Tric Trac de Bronze[1]
- 2005: Meeples' Choice Award, Gioco dell'anno[2]
- 2005: Spiele Hits für Experten, Gioco dell'anno per esperti[3]
- 2005: Japan Boardgame Prize, Miglior gioco avanzato[4]
- 2005: Deutscher Spiele Preis, 7º posto[5]
- 2006: Spiel des Jahres, Premio speciale miglior gioco fantasy[6]